# Dhaya
Dhaya (în arabă الضاية) este o comună din provincia Sidi Bel Abbès, Algeria.
Populația comunei este de 5.163 de locuitori (2008).